# Urigersonus bunyai
Urigersonus bunyai är en spindeldjursart som först beskrevs av Frank Jason Smiley och Uri Gerson 1995.  Urigersonus bunyai ingår i släktet Urigersonus och familjen Tenuipalpidae. Inga underarter finns listade i Catalogue of Life.